# Manu Lecomte
Manu Lecomte, né le 16 août 1995, à Ixelles, en Belgique, est un joueur de basket-ball belge. Il évolue au poste de meneur.

## Carrière
En octobre 2018, Manu Lecomte est drafté en G-League à la 20e position par les Clippers d'Agua Caliente.
En mars 2019, Manu Lecomte rejoint l'UCAM Murcia, club de première division espagnole. Son contrat dure jusqu'à la fin de la saison 2019-2020,.
En février 2020, Manu Lecomte est échangé contre Nikola Radičević et part jouer au CB Gran Canaria.
Le 13 octobre 2020, il signe au Francfort Skyliners en Allemagne. Il ne joue qu'une seule rencontre et rejoint l'Élan béarnais, club français de première division en février 2021 pour pallier l'absence de Justin Bibbins. En mars 2021, il rejoint le club lituanien du KK Prienai.

## Palmarès
- Second-team All-Big 12 (2018)
- Third-team All-Big 12 (2017)
- Big 12 Newcomer of the Year (2017)